# Pagalungan
Pagalungan é um município de  primeira classe de renda municipal (d) na província Maguindanao do Sul, nas Filipinas. De acordo com o censo de 1 de maio  de  2020 possui uma população de 46 277 pessoas e 7 831 domicílios.